# Список персонажей телесериала «Герои»

Главные герои первого сезона телесериала.

Все перечисленные ниже персонажи американского супергеройского драматического телесериала «Герои» были созданы Тимом Крингом. Сериал следит за судьбой людей, которые ничем не выделялись среди остальных, пока в них не пробудились невероятные способности: телепатия, умение летать, способность путешествовать во времени и пространстве, копировать способности других, излучать радиацию и многие другие. Вскоре эти люди понимают, что им уготована решающая роль в предотвращении катастрофы, которая может унести жизни многих миллионов людей и навсегда изменить мир.
Персонажи расположены в алфавитном порядке. В графе «Сезоны: главные» указаны сезоны, в которых актёр или актриса играли одного из главных (в этом сезоне) персонажей, в графе «Сезоны: приглашённые» — сезоны, в которых актёр или актриса появляются, но только как приглашённая или специально приглашённая звезда.

## Главные герои
Главными героями сериала можно назвать двадцать одного персонажа, о злоключениях которых повествуется на протяжении всех сезонов, однако в каждом отдельном томе также появляются значимые для сюжета персонажи. Почти каждый из них обладает способностью (см. Список способностей персонажей телесериала «Герои»).
| Имя | Актёр/Актриса     | Сезоны: Главные | Сезоны: Приглашённые | Число эпизодов |  |
| --- | ----------------- | --------------- | -------------------- | -------------- |  |
| Питер Петрелли | Майло Вентимилья  | 1, 2, 3, 4      | —                    | 70             |  |
| Бывший медбрат из хосписа. Его способность называется «эмпатическая мимикрия» и заключается в «копировании» способностей тех героев, которые были рядом с ним, и последующим их использованию «по памяти». Также способности Питера схожи со способностями Роуг из комиксов «Люди Икс», которая получала силы других мутантов после прикосновения к ним. Питеру же нужно лишь несколько минут находиться рядом с другим «героем». В третьем сезоне лишается своих способностей, но возвращает их себе в конце третьего тома с помощью сыворотки, воздействующей на ДНК и дающей способности обычным людям. Однако теперь Питер может брать всего одну способность, так как предыдущая взятая исчезает, к тому же ему необходим физический контакт с «донором». Сначала отчётливо ненавидел Сайлара, но в итоге прибег к его помощи в финале четвёртого сезона, что возможно послужит началом их дружбы. P.S. В начале третьего сезона у него исчезла способность регенерации, которую он "скопировал" у Клэр Беннет ещё в первом сезоне. Это видно по шраму, который пересекает половину лица. |                   |                 |                      |                |  |
| Клэр Беннет | Хайден Панеттьери | 1, 2, 3, 4      | —                    | 74             |  |
| Чирлидер, живущая в городке Одесса, штат Техас. Живёт в приемной семье с Ноем, Сандрой и Лайлом Беннетами. Её биологические родители — Нэйтан Петрелли и Мэредит Гордон. Обладает способностью к спонтанной регенерации (может восстановиться после любой раны, даже потери конечности). Единственным сдерживающим фактором является участок мозга (по всей видимости, отвечающий за регенерацию), при повреждении которого она умирает и не оживает до тех пор, пока причина повреждения не устранена. Её кровь также может излечивать любые повреждения других людей, а также вылечивать героев, заражённых вирусом Шанти (в составе специальной сыворотки). Например, Мохиндер Суреш с её помощью оживил убитого им же Ноя Беннета. Ввиду схожести её способности со способностями Адама Монро можно предположить, что она также не подвержена старению и может жить вечно. После того, как Сайлар вскрыл её череп и похитил способность, Клэр перестала чувствовать боль при повреждениях. В течение сериала она часто находится по разные стороны баррикад со своим приёмным отцом, однако к развязке каждого тома они начинают действовать сообща. |                   |                 |                      |                |  |
| Ной Беннет | Джек Коулман      | 1, 2, 3, 4      | 1                    | 74             |  |
| Приёмный отец Клэр, человек без сверхспособностей, ранее работавший на Компанию — особую организацию, занимающуюся работой с людьми со сверхчеловеческими способностями, часто без их согласия. Затем ради спасения Клэр он предал Компанию, а во втором сезоне попытался разрушить её вместе с Мохиндером Сурешем. Лишь в последней серии первого сезона было открыто его имя, до этого все звали его «мистером Беннетом». Во втором сезоне был убит Сурешем, а затем возвращен к жизни им же при помощи крови Клэр. Сотрудничал с Клодом Рейнсом, Гаитянином Рене, Иден Маккейн и с Кэндис Уилмер. С Рене регулярно продолжает сотрудничать. В 4-м томе становится сотрудником Нэйтана. В конце 16-й серии захвачен «беглецами» (Питером Петрелли, Мэттом Паркманом и Мохиндером Сурешом) для того, чтобы узнать, как началась охота на «героев». Вместе с Энжелой Петрелли некоторое время вёл двойную игру. Потом занял место Нэйтана на посту руководителя подразделения, охотящегося на «героев», но позднее оставил его. Вместе с семьей Петрелли побывал в «Песках койотов», позднее был схвачен спецназом, но был освобожден Хиро и затем помог обезвредить Сайлара. В 4-м сезоне выясняется немного о его прошлом: оказывается, Сандра Беннет (приёмная мама Клэр) — его вторая жена. До этого он был женат на темнокожей Дженни, которая ждала ребёнка, пока её не убил безумный телекинетик. После этого Ной начал охоту на сверхлюдей, а затем был принят в Компанию. |                   |                 |                      |                |  |
| Элль Бишоп | Кристен Белл      | 2               | 3                    | 12             |  |
| Сотрудница Компании и дочь Боба Бишопа, главы Компании во втором сезоне. Она умеет управлять электричеством, создавая электрический разряд и поражая им любой удаленный объект. Периодически проявляет склонность к садизму. Её способность также демонстрирует Питер Петрелли в начале второго сезона (до появления самой Элль). В течение второго сезона её целью была поимка Питера Петрелли, с которым у неё был короткий роман во время его заточения в «Прайматек». В третьем сезоне, когда её отец погиб от руки Гэбриела, силы Элль от жажды мести вышли из-под контроля, и она отправилась в компанию «Пайнхёрст», где была назначена компаньоном Сайлара, который с помощью Элль научился приобретать новые способности без убийств. Между ними возникли некоторые чувства, но в конце 11-й серии третьего сезона он всё же убил её, когда выяснил, что она знала про ложь Артура и Анджелы, но не сказала ему. Возможно, именно она была женой Сайлара в альтернативном будущем. |                   |                 |                      |                |  |
| Моника Доусон | Дана Дэвис        | 2               | —                    | 6              |  |
| Работница кафе в Новом Орлеане. Двоюродная сестра Майка и племянница Ди Эла. После смерти Ди Эла Майк переехал к ней, её брату и матери. Имеет способность адаптивной памяти мышц, то есть может повторить любое увиденное физическое движение. На практике это заключается в том, что Моника может научиться, к примеру, кунг-фу или бою на мечах, лишь посмотрев на процесс этих действий. Благодаря способности остановила грабителя, применив на нём приём из реслинга. Во втором сезоне пыталась вернуть вещи Майка, проданные его кузеном бандитам, в результате чего была поймана и оставлена в горящем здании. Ники спасла её, однако при этом сама погибла. Дальнейшая судьба Моники неизвестна. |                   |                 |                      |                |  |
| Симона Дево | Тони Сайпресс     | 1               | —                    | 14             |  |
| Дочь Чарльза Дево, одного из основателей Компании. Ничего не известно о том, имела ли она какие-нибудь способности. Являлась владелицей художественной галереи и продавала картины Айзека. Была влюблена в него, но затем бросила и почти сразу же начала встречаться с Питером Петрелли. Айзек пытаясь убить Питера случайно убивает Симону. Кэндис создаёт иллюзию того, что Симона уехала в долгую командировку. |                   |                 |                      |                |  |
| Ди Эл Хокинс | Леонард Робертс   | 1               | 2                    | 17             |  |
| Муж Ники Сандерс и отец Майка, обладающий способностью проникать через твёрдые предметы, в том числе через человеческую плоть, а также проводить через неё других людей. Может манипулировать предметами даже во время проникновения (например, открыть замок двери с другой её стороны). В начале сериала он является беглым преступником, но позже с него были сняты все обвинения. В первом сезоне убил Линдермана. Во втором сезоне сам Ди Эл был убит бандитом в ночном клубе. Его имя является аббревиатурой от «Дэниел Лоуренс» (выяснилось, только когда в кадре появился его надгробный камень). |                   |                 |                      |                |  |
| Майя Эррера | Дания Рамирес     | 2, 3            | —                    | 15             |  |
| Беглянка из Венесуэлы в США, разыскиваемая за убийство всех гостей на свадьбе своего брата. Появляется во втором сезоне. При сильном волнении она плачет чёрными слезами, а все окружающие начинают умирать. Только её брат-близнец Алехандро может при этом выжить и успокоить её. Впоследствии Майя научилась останавливать болезнь сама благодаря Сайлару, которого они с братом подобрали на дороге в Мексике. Сайлар убеждает её, что, после того, как она научилась себя контролировать, брат не обязан следовать за ней, и можно отправиться дальше без него. Алехандро возвращается, намереваясь убить Сайлара, но погибает сам. Попав к Мохиндеру, Майя узнаёт о том, что Сайлар убил её брата, после чего он убивает и её, а Мохиндеру приказывает применить сыворотку на ней для проверки. Сыворотка оживляет Майю. В третьем сезоне Артур Петрелли по её же просьбе лишил её способностей, после чего она появлялась только в одной серии. |                   |                 |                      |                |  |
| Андо Масахаши | Джеймс Кайсон Ли  | 1, 2, 3, 4      | 1                    | 63             |  |
| Программист из Токио, лучший друг Хиро. Помогал ему предотвратить взрыв в Нью-Йорке. Ловелас, кокетничает со всеми девушками и считает, что он нравится им. Изначально не имел способностей, но в 13-й серии 3 сезона вкалывает себе формулу, желая вернуть Хиро в настоящее, и получает возможность излучать красную плазменную молнию, которая не только вредит людям, но и усиливает способности в тысячу раз. О появлении силы заранее знал от Хиро, увидевшего, как в одном из вариантов будущего Андо убил его этим лучом из-за половины формулы. Был в числе героев, не схваченных Нэйтаном (поскольку тот не знал про его способность). Сначала считал свою способность бесполезной, но в 7-й серии 4 тома научился стрелять своей молнией. В 15-й серии 5-го тома вправил мозг Хиро, вернув тому чёткую речь и полный контроль над силами. |                   |                 |                      |                |  |
| Айзек Мендес | Сантьяго Кабрера  | 1               | 4                    | 17             |  |
| Художник-наркоман из Нью-Йорка, способный рисовать будущее, входя в транс после приёма героина, а позднее благодаря Компании научившийся делать это без наркотиков. Также он создаёт комикс «9-е чудо!», описывающий будущие приключения Хиро Накамуры. В последних сериях первого сезона был убит Сайларом, как сам и предвидел. Его картины играют большую роль в событиях первых трёх сезонов. У Айзека есть отец, который, по-видимому, является одним из основателей Компании. Хотел избавиться от своих способностей, но узнав, что есть другие особенные, передумал. Сейчас его способность есть у Сайлара (не пользуется) и Мэтта. |                   |                 |                      |                |  |
| Адам Монро | Дэвид Андерс      | 2               | 2, 3, 4              | 15             |  |
| Англичанин, ставший в XVII веке легендарным самураем Такезо Кенсеем благодаря переместившемуся в прошлое Хиро. Монро имеет способность к регенерации, аналогичную таковой у Клэр, благодаря которой является практически бессмертным — на момент событий сериала ему около 400 лет. Помог основать Компанию. Ненавидит Хиро после его «предательства» и стремится отомстить ему. Во втором сезоне пытался распространить вирус Шанти, обманом заставив Питера помогать себе, но был перемещён Хиро в закопанный гроб, из которого не мог выбраться самостоятельно. В третьем сезоне его способность забрал Артур Петрелли, и он рассыпался в прах от старости. |                   |                 |                      |                |  |
| Хиро Накамура | Маси Ока          | 1, 2, 3, 4      | —                    | 66             |  |
| Офисный клерк из Токио (работал в компании, принадлежащей своему отцу Кайто Накамура), способный управлять пространством и временем. Узнав о своих способностях, случайно перенесся в Нью-Йорк недалёкого будущего и увидел гибель города. Вернувшись назад, вместе со своим другом Андо решил предотвратить катастрофу. Некоторое время Хиро жил в древней Японии, куда случайно переместился после окончания первого сезона, вместе с Такезо Кенсаем, героем историй, которые рассказывал ему отец в детстве. Именно благодаря Хиро Такезо смог стать легендарным воином, однако после того, как Такезо увидел свою возлюбленную, целующую Хиро, он возненавидел последнего. В третьем сезоне стал владельцем компании своего отца. Позднее лишился способностей из-за Артура Петрелли. В 4-м томе был пойман федералами, охотящимися на героев, но ему удалось сбежать. Сын Мэтта Паркмана, который может «включать» и «выключать» предметы, вернул Хиро способность останавливать время, но не телепортироваться или путешествовать во времени. Вернувшиеся способности требуют от него огромного напряжения, поэтому от их использования у Хиро развивается опухоль мозга, и часто течёт кровь из носа и ушей. В 5-м томе у него возникают проблемы с контролированием способности — при «запуске» времени он сам замирает на некоторое время. Он говорит Андо, что умирает, а после этого переносится в прошлое на карнавал, где его встречает Сэмюэль и принуждает изменить прошлое — теперь сестра Хиро любит Андо, а не ненавидит его. Гаитянин Сэмюэля стёр ему часть памяти и он начал говорить словами из книг и комиксов, но Андо своей силой вернул его мозг в нормальное положение в черепе, вернув ему чёткую речь и полный контроль над способностями. После этого Хиро прооперировали и его мозг вернулся в норму. |                   |                 |                      |                |  |
| Мэтт Паркмен | Грег Гранберг     | 1, 2, 3, 4      | —                    | 59             |  |
| Полицейский из Лос-Анджелеса, способный читать мысли других людей, а по мере развития дара способный воздействовать на мысли окружающих и создавать иллюзии в сознании. Своей способности обязан своему отцу, Морри, обладающему таким же даром. Страдает дислексией, из-за чего не может сдать экзамен на должность детектива. Ушёл от жены Дженис, в 3-м томе познакомился с Дафной, после того, как увидел её и себя в качестве мужа и жены в альтернативном будущем. В 4-м томе его способность развилась, и у него появилось умение рисовать будущее, как у Айзека Мендеса. В 4-й серии 4 тома нарисовал на полу взрыв Вашингтона (так же как в первом сезоне Айзек Мендес нарисовал взрыв Нью-Йорка) причиной которого являлся он сам. Несколько раз рисовал картину, на которой на нём надета пояс-бомба. Бомбу на него надел Дэнко, пытаясь продемонстрировать всем опасность «героев». Не взорвался благодаря Майку Сандерсу, отменившему взрыв. Некоторое время был в мозгу умирающей Дафны, чтобы полностью открыть ей свои чувства. Узнав, что у него есть маленький сын, решил вернуться к Дженис. Чуть не был убит полковником Дэнко, но его спас Хиро. В четвёртом сезоне видит галлюцинацию в виде Сайлара, но в итоге избавляется от него. Также в пятом томе становится намного сильнее, настолько что может контролировать Сайлара и запереть его в собственном разуме. |                   |                 |                      |                |  |
| Анджела Петрелли | Кристин Роуз      | 3, 4            | 1, 2                 | 53             |  |
| Мать Питера и Нэйтана, жена Артура и бабушка Клэр. Глава Компании после смерти Боба Бишопа. Она узнала об «уникальности» своих сыновей и внучки задолго до них самих. Наняла Гаитянина, чтобы он присматривал за Клэр и не дал ей попасть в руки Компании. Способна видеть пророческие сны. Одна из её главных задач — сделать Нэйтана конгрессменом, если даже не президентом. Свободно общается по-французски. Заранее знала о грядущем взрыве Нью-Йорка. В прошлом имела романтические связи с Кайто Накамура, отцом Хиро. Очень любит своих сыновей, пыталась убить мужа, поскольку тот хотел убить Нэйтана. В 1961 году молодая Анджела вместе со своей сестрой Алисой (способной управлять погодой) была направлена в исследовательский лагерь «Пески койота», под управлением армии США, в котором доктор Суреш (отец Мохиндера) исследовал людей со сверхспособностями. Там она познакомилась с Чарльзом Дево, Дэниелом Линдерманом и Бобом Бишопом, вместе с которыми сбегает, оставив сестру в лагере ждать её возвращения, так как та могла быть обузой. В лагере случается инцидент, повлёкший уничтожение людей со сверхспособностями военными. Четвёрка сбежавших решает основать организацию, которая бы сохраняла факт существования людей со сверхспособностями в тайне (Компанию). В ходе четвёртого тома Анджела возвращается в лагерь, чтобы найти сестру, считавшуюся погибшей, или её останки. Выясняется, что Алиса все эти годы ожидала возвращения сестры в бомбоубежище, поскольку Анджела велела ей дожидаться своего возвращения. После того, как Анджела рассказала сестре об обмане, та исчезает без следа. |                   |                 |                      |                |  |
| Нэйтан Петрелли | Эдриан Пасдар     | 1, 2, 3, 4      | —                    | 61             |  |
| Кандидат в Конгресс США от Нью-Йорка, умеющий летать, старший брат Питера и биологический отец Клэр. К концу первого сезона выиграл выборы и спас город от взрыва, отлетев с братом на безопасное расстояние, однако в результате взрыва получил сильнейшие ожоги. Его излечили Питер и Адам Монро, кровью последнего. Из-за сильного стресса к началу второго тома бросил жену и детей и оставил пост. В третьем сезоне соглашается вернуться на пост сенатора. Решил продолжить дело отца. В четвёртом томе, пользуясь своей близостью к президенту, инициировал охоту на «героев» (естественно, скрывая свою принадлежность к ним). В 19-й серии тома 4 его тайна была раскрыта, поэтому скрылся вместе с Клэр в Мексике. В конце этого тома был убит Сайларом, но затем его личность была «вживлена» Сайлару Мэттом. Однако новый Нэйтан сохранил способность Сайлара разбираться в часах, а значит и часть его личности. В итоге, когда Сайлар опять попал в своё тело, то Нэйтан едва мог ими управлять. Поскольку Нэйтан не хотел возвращения Сайлара, он пожертвовал своим «Я» и исчез навсегда, пожелав Питеру остаться героем. Во всех вариантах будущего он (или Сайлар в его обличии) — президент США. |                   |                 |                      |                |  |
| Майк Сандерс | Ноа Грэй-Кэйби    | 1, 2            | 3                    | 29             |  |
| Сын Ди Эла и Ники. Вундеркинд, владеющий технопатией — способностью манипулировать электронными приборами силой мысли, для чего ему необходимо касаться их. Линдерман использует Майка для фальсификации выборов в Конгресс США. Увлекается коллекционированием комиксов, в том числе «9-е чудо!». В 3-м сезоне появляется только в одной серии, в которой помог Трейси найти дом её создателя. В 4-м томе долгое время незримо принимал участие в качестве хакера Бунтаря. Вживую был снова показан в 7-й серии, где помог Трейси сбежать от Нэйтана. Когда люди Денко начали облаву на Майка, он убедил Сайлара помочь ему бежать. Сайлар принял облик Майка, дал спецназу себя застрелить и упал с пристани в воду, так что все сочли Майка мёртвым. Дальнейшая судьба неизвестна. |                   |                 |                      |                |  |
| Ники Сандерс | Эли Лартер        | 1, 2            | 3                    | 28             |  |
| Жена Ди Эла и мать Майка. Бывшая интернет-стриптизёрша из Лас-Вегаса. У неё раздвоение личности — иногда она «превращается» в свою умершую сестру Джессику, обладающую сверхчеловеческой силой (после избавления от Джессики Ники сама смогла использовать свою способность). Как Джессика она убила многих людей, в том числе работая на Линдермана. Ники — одна из немногих персонажей, желающих лишиться своих способностей. Во втором сезоне по её вине погибает Ди Эл, а Ники обращается в Компанию, чтобы «покончить» со своим новым альтер эго — Джиной. Там она заражается вирусом, лишающим способностей. В конце второго сезона Ники оказывается запертой в горящем доме, спасая Монику Доусон, и погибает. В третьем сезоне становится известно, что у неё есть две сёстры-близнеца, с которыми её разлучили в детстве, одна из которых — Трейси Штраус. |                   |                 |                      |                |  |
| Сэмюэл Салливан | Роберт Неппер     | 4               | 4                    | 19             |  |
| После смерти брата Джозефа стал главой Семьи. Обладает способностью управлять почвой и грязью (используя её как чернила). Собирает сведения о героях для того, чтобы найти замену Джозефу. В результате чего приводит в Семью потерявшего память Нэйтана в теле Сайлара. Пытался вернуть личность Сайлара. Когда он узнал, что наличие рядом других сверхлюдей усиливает его способности, решил обманом заманить их в Семью и затем использовать свою силу, чтобы утопить в земле людей. Но когда Хиро с помощью Андо телепортировал всю Семью прочь, Сэмюэль потерял способность и был арестован. |                   |                 |                      |                |  |
| Трейси Штраус | Эли Лартер        | 3, 4            | —                    | 25             |  |
| Советник губернатора Нью-Йорка. Сестра-близнец Ники и тётя Майка, в некоторых вариантах будущего жена Нэйтана, а также первая леди. Способна замораживать прикосновением. В 16-й серии 3 сезона попала в плен к охотникам за «героями», где содержалась в комнате со специальными тепловыми генераторами, мешающими ей использовать способности. За время нахождения там научилась замораживать дыханием. Командир подразделения охотников Дэнко подстроил её побег, в результате чего она убила аналитика, продемонстрировав опасность людей со способностями женщине-правительственному агенту, чего и добивался Дэнко. Сбежала снова и встретилась с помогающим «героям» Бунтарём, которым оказался Майк. Спасая Майка от людей Дэнко, создала поле холода, заморозившее часть гаража вместе с ней самой и окружившими её агентами, что дало Майку время для побега. После этого Дэнко выстрелил в неё в упор, и она рассыпалась на кусочки. В 5 томе Трейси, получившая способности превращаться в воду и пар, возвращается, чтобы отомстить бывшим агентам здания 26. В итоге она отказывается от мести и несколько раз помогает Ною, в финале спасает его и Клэр из-под земли, превратившись в воду. |                   |                 |                      |                |  |
| Мохиндер Суреш | Сендхил Рамамурти | 1, 2, 3, 4      | —                    | 63             |  |
| Профессор-генетик из индийского города Мадрас, отправившийся в Нью-Йорк, чтобы расследовать смерть своего отца, Чандры. В ходе расследования он познакомился с людьми, которых его отец отметил как обладающих сверхспособностями. Его кровь содержит антитела, служащие лекарством от редкого генетического заболевания, от которого умерла его сестра Шанти. В 3-м сезоне выделяет ген, отвечающей за способности героев и создаёт сыворотку, способную обычного человека наделить суперспособностями, причём каждого человека разными. Вводит сыворотку себе и получает способности, аналогичные способностям Человека-паука: суперсилу, ловкость, способность липнуть к стенам и умение плести коконы из паутины, однако сыворотка оказалась нестабильной, поэтому его тело начало медленно трансформироваться: покрываться чешуёй и терять кожу (отсылка к кинофильму «Муха»). В альтернативном будущем он от этого превратился в подобие паука-монстра, и страшась своей внешности, начал носить сюртук. Работал над усовершенствованной формулой под руководством Артура Петрелли, в чём преуспел благодаря компоненту, отсутствующему в первоначальной формуле. Когда Питер и Флинт Гордон устраивали погром в его лаборатории, случайно пролили на него исправленную формулу, в результате чего его мутация обратилась, и он потерял чешую и все способности кроме суперсилы. В 4-й серии 4 тома схвачен спецназом Дэнко и получил приказ вылечить Дафну. Однако казалось, что это ловушка, из которой его потом вызволила Трейси. Присутствовал при смерти Дафны. Позднее был снова пойман, но вызволен вернувшим себе способности Хиро. В 4-м сезоне пытается уничтожить плёнку с записями Джозефа (брата Семюэля), но его останавливает Хиро и пакует в психушку, откуда потом вызволяет. |                   |                 |                      |                |  |
| Сайлар | Закари Куинто     | 1, 2, 3, 4      | 1                    | 60             |  |
| Настоящее имя — Гэбриел Грей. Серийный убийца-телекинетик (телекинез — наиболее часто применяемая Сайларом способность); убивает других героев и крадёт их способности, распиливая черепную коробку и ища часть мозга, отвечающую за них. Врожденная способность — понимание природы вещей и мотивов поступков. Следствием этой способности стала жажда познания, которая заставляет его собирать все больше и больше способностей. На практике он является противоположностью Питера Петрелли, который «случайно» копирует чужие способности в то время, как Сайлар их крадет, убивая других «героев». В первом сезоне случайно убивает свою приёмную мать, проклявшую его способности. В третьем сезоне его используют Анжела и Артур Петрелли в своих целях, солгав, что он их сын. В 8-й серии тома «Злодеи» мы немного узнаем о его прошлом: оказывается, примерно за полгода до событий первого сезона он познакомился с Элль Бишоп, в то время напарницей Ноя Беннета. Именно из-за Компании Гэбриел превращается в Сайлара. В 9-й серии благодаря Элль Бишоп научился забирать способности без убийств, но в дальнейшем продолжал пользоваться своим старым способом. Убил Элль, когда узнал, что она была в курсе лжи Артура. Найдя своего приёмного отца, узнал о том, что был подкидышем. Вместе с трудным подростком Люком Кэмпбеллом (который обладал способностью испускать из рук микроволны), направился к предполагаемому месту жительства своего биологического отца, намереваясь отомстить ему за убийство своей настоящей матери. Спас Люка от спецназа Дэнко, а в конце пути отпустил его. В шестой серии четвёртой главы всё же нашёл отца — больного раком лёгких таксидермиста, также способного забирать способности посредством вскрытия черепа. Отец решает убить Сайлара, узнав о его способности к регенерации, отнятой у Клэр, но Сайлар одолевает его и уходит, оставляя отца мучительно умирать от рака. Получив способность менять обличия, с целью стать президентом США принимает облик Нэйтана, пока тот находится в бегах. Похитил Клэр, но появились Питер и Нейтан и вступают с ним в схватку. Сайлар одолевает их и убивает Нэйтана, однако Питер сбегает, забрав способность менять обличия, благодаря которой обманывает Сайлара, притворившись президентом, и вкалывает ему транквилизатор. Мэтт Паркманн «вживляет» Сайлару воспоминания и личность Нэйтана, однако при этом личность Сайлара попадает в сознание Мэтта и всячески пытается вернуться в собственное тело. В конце концов ему это удалось, и он долгое время скитался в поисках своего тела и разума. Но затем он обрел себя, и после наказания Мэтта — иллюзии одиночества на 5 лет — он стал добрым, и помог Питеру победить Сэмюэля. |                   |                 |                      |                |  |

## Второстепенные герои

### «Компания»
Артур Петрелли (Роберт Форстер)
Отец Питера и Нэйтана, муж Анджелы, управляющий компанией Pinehearst. До основных событий сериала пытался убить Нэйтана, однако был отравлен Анджелой и до 3 сезона считался мёртвым, однако был жив, хотя и прикован к больничной койке. Обладал способностью внушать людям мысли и отбирать чужие способности прикосновением, которой воспользовался на Адаме Монро (убив того) для исцеления, Майе, Хиро и Питере. Убил помогавшего ему Морри Паркмана, пытавшегося защитить Мэтта. Поставил перед собой цель соединить формулу и катализатор для получения сыворотки, дарующей обычным людям сверхспособности. Использовал Сайлара (считавшего Артура на тот момент своим биологическим отцом) в своих целях. В 12-й серии 3 сезона в него в присутствии Гаитянина выстрелил Питер, но Сайлар остановил пулю, а затем, удостоверившись, что Петрелли не его отец, телекинезом отправил её в лоб Артуру.
Кайто Накамура (Джордж Такеи)
Отец Хиро и президент компании, в которой работал его сын. Обладал способностью предвидения различных вариантов развития событий на основе известных фактов, благодаря которой смог добиться успеха на фондовом рынке. Один из основателей Компании. Когда-то имел романтические отношения с Анджелой Петрелли. Отлично владеет катаной. В начале 2 сезона был убит Адамом Монро. И хотя Хиро попытался предотвратить гибель отца, Кайто убедил его не изменять его судьбу.
Дэниел Линдерман (Малкольм Макдауэлл)
Один из основателей Компании, мафиозо, связанный со многими героями. Артур Петрелли был его адвокатом, и пытался убить Нэйтана, поскольку тот планировал посадить Линдермана в тюрьму. Хотя именно Линдерман помог Энжеле вспомнить о том, что Артур желал смерти сына. Дэниел является крупным клиентом Симоны, которая продала ему почти все картины Айзека. Ники и Ди Эл были должны ему деньги. Линдерман велел Ники (чьё тело на тот момент контролировала Джессика) переспать с Нейтаном, чтобы получить компромат на случай избрания его конгрессменом. Хиро и Андо узнали, что Линдерману принадлежит катана древнего самурая Такезо Кенсея, которую они ищут. Судя по событиям 18-й серии, он следит за всеми героями. Предположительно, ему известно о причинах появления «маркера геройства». Он имеет способность «лечения» других биологических организмов. Так же в 20 серии прозвучало упоминание о «законе Линдермана», предписывающем регистрировать всех «героев» и уничтожать наиболее опасных (схожие сюжетные линии есть в фильме Люди Икс и сериале Вавилон-5). Убит Ди Элом после того, как Линдерман в него выстрелил. В 3-м томе Морри Паркманн, помогавший Артуру, создал иллюзорный образ Линдермана в голове Нэйтана, а затем Дафны.
Боб Бишоп (Стивен Тоболовски)
Отец Элль Бишоп, глава Компании во втором сезоне, обладающий способностью к превращению предметов в золотые, что сделало его финансовой основой Компании. Убит во 2-й серии 3 сезона Сайларом.
Чарльз Дево (Ричард Раундтри)
Отец Симоны Дево, появляется в первом сезоне, один из создателей Компании. Умирает в начале первого сезона, способность телепатия. Появляется во время воспоминаний Анжеллы Петрелли о лагере «Пески койота».

### «Карнавал»
Ребекка (Тесса Томпсон)
Девушка из колледжа, в котором учится Клэр. Способность аналогична силе Клода Рэйнса (невидимость). По приказу Сэмюэля приглядывает за Клэр и устраняет её подруг. Одну она убила, вторую подставила.
Эдгар (Рей Парк)
Обладает сверхскоростью, хотя и меньшей, чем Дафна Милбрук. Любит ножи и в совершенстве ими владеет. Он недоволен политикой главы Семьи. Сэмюэль использует его как почтальона и убийцу. Именно он убил Дэнко.
Лидия (Доун Оливери)
Лидия умеет читать мысли через прикосновения. Также выполняет роль поисковика. Именно благодаря ей Сэмюэль получил информацию о Дэнко, Сайларе, Клэр, Питере, Хиро и многих других. Узнав о том, что Сэмюэль убил Джозефа, пытается противодействовать ему, однако Илай убил Лидию по приказу Сэмюэля. В её убийстве Сэмюэль обвинил Ноя Беннета. Погибла в четвёртом сезоне.
Илай (Тодд Стэшвик)
Карнавалец со способностью копировать себя. После ухода Эдгара занял его место. Выполняет все приказы Семюэля.
Арнольд (Джек Уоллес)
Путешественник во времени, способности аналогичны способностям Хиро. И так же, как у Хиро, у него опухоль в мозгу, которая его убила. Последним заданием Сэмюэля для него было перенести в 1944 год Чарли, которую Хиро спас при помощи Сайлара.

### Остальные
Дафна Милбрук (Бреа Грант)
Сверхскоростная воровка. С тринадцати лет ходила на костылях из-за церебрального паралича, однако сверх-способность избавила её от этого недуга. Украла обе части формулы для наделения способностями, а также занималась рекрутингом для Pinehearst. Ей очень не нравилась её работа, но уйти или сбежать она не могла, так как боялась, что Артур Петрелли заберёт её способность, и её паралич вернётся. После встречи с Мэттом Паркмэном влюбляется в него и переходит на сторону Primatech. Впоследствии помогает в восстановлении альбома пророческих рисунков Айзека Мендеса. В одном из вариантов будущего была женой Мэтта, родила ему дочь Даниэллу и погибла при взрыве Сайлара. В начале 4 тома была ранена и схвачена спецназом Дэнко. Умерла в больнице в 20-м эпизоде, в этот момент Мэтт проник к ней в сознание, чтобы с ней поговорить и облегчить смерть.
Элис Шоу (Диана Скарвид)
Сестра Энжелы Петрелли, умеющая контролировать погоду. В 1961 году их привезли в «Пески Койотов» — центр по изучению людей со сверх-способностями. После бойни, учинённой военными, осталась единственной выжившей среди таких людей в этом лагере, помимо основателей Компании (Анжела Петрелли, Боб Бишоп, Чарльз Дево, Дэниел Линдерман), и до событий 3 сезона жила в бомбоубежище, дожидаясь возвращения сестры.
Эрик Дойл (Дэвид Лоуренс XVII)
Психически больной и опасный преступник, обладающий способностью к марионеточному контролю. Ранее — заключённый 5-го уровня. После того как Элль Бишоп вырубила системы электроконтроля, вернулся к себе в кукольный театр. Был пойман Клэр Беннет во время спасения Меридит Гордон, к которой Эрик неровно дышит. В 4 томе Майк удалил все сведения о Эрике Дойле, и передал ему новые документы. В 7-й серии 4 тома Сайлар подарил его спецназу. В четвёртом сезоне попал на карнавал к Сэмюэлю, где обрёл счастье. Помогал Сэмюэлю, но был остановлен Сайларом.
Гаитянин Рене (Джимми Жан-Луи)
Молчаливый помощник Ноя Беннета со способностью выборочно стирать память другим, а также подавлять способности «героев». Многократно использовал свои способности на семье Беннета, если они что-нибудь узнавали о его работе, таким образом спасая их от убийства со стороны сотрудников Компании. В 18-й серии 1 сезона предал Компанию, как и Клод в своё время, и стал работать на Анджелу Петрелли. Она приказала ему охранять Клэр от всех, особенно от Ноя. У Гаитянина есть брат-тиран, обладающий непробиваемой кожей и захвативший власть на Гаити. Убил своего брата, с помощью своей способности в 11 серии 3 сезона. Также помог убить Артура Петрелли в Пайнхёрст, подавив его способности. В начале пятого тома стёр Дэнко память. Его имя выясняется только в 9 главе 5-го тома.
Клод Рейнс (Кристофер Экклестон)
Странный британец, умеющий становиться невидимым. Его настоящее имя неизвестно, но в шутку он назвался Клодом Рейнсом — актёром, который играл Человека-невидимку в одноимённом фильме 1933 года. До основных событий сериала был напарником Ноя Беннета, которому, однако, приказали убить Клода за то, что тот укрывает людей со сверх-способностями от Компании. Ной выстрелил в Клода, но тот, сделавшись невидимым, заставил Беннета поверить, что упал с моста в пропасть. Теперь Клод скрывается от Компании и все время проводит в невидимости, бродяжничая и промышляя воровством. Помогал Питеру в освоении способностей. После атаки Компании сбегает. Появляется в комиксах, связанных с Элль. Дальнейшая судьба неизвестна.
Мередит Гордон (Джессалин Гилсиг)
Сестра Флинта Гордона и биологическая мать Клэр, обладающая способностью к пирокинезу, а также неуязвимостью к огню. Приёмные родители сказали Клэр, что её мать погибла при пожаре, однако та усомнилась в этом и стала обзванивать всех людей по фамилии Гордон, живших в городе Кермит (там, где произошёл пожар), и наткнулась на Мередит. Мередит воспользовалась этим, чтобы потребовать денег у биологического отца Клэр, Нейтана. В 13-й серии 3 сезона Сайлар вводит ей огромную дозу адреналина, вследствие чего она теряет контроль над способностью и взрывает здание компании Primatech, в результате чего, вероятно, погибла.
Флинт Гордон (Блэйк Шильдс)
Родной брат Мередит, также обладающий пирокинезом, но его пламя — синего цвета и может пускаться только из двух рук сразу. В прошлом был схвачен Компанией (как ему сказали, из него собирались сделать агента) и бежал оттуда при помощи Мередит. Во время основных событий сериала снова попадает в Компанию, на сей раз содержится на 5-м уровне, куда помещались самые опасные люди со сверхспособностями. После побега участвует в ограблении банка вместе с другими злодеями. Помог Питеру уничтожить лабораторию Pinehearst, однако затем чуть не убил его и Нэйтана, воспламенив разлитую сыворотку.
Молли Уолкер (Адэр Тишлер)
Осиротевшая по вине Сайлара десятилетняя девочка, умеющая определять местоположение людей, просто подумав о ком-нибудь из них. Во втором сезоне Мэтт взял её к себе, когда ушёл от Дженис. Морри Паркман влез к ней в сны в виде жуткой пары глаз, в результате чего она на некоторое время впала в кому. Именно Молли рассказала Майе про смерть Алехандро. В начале третьего сезона Мохиндер отправил её к родственникам, хотя в будущем из четвёртой серии её удочерили Мэтт и Дафна. Дальнейшая судьба Молли неизвестна.
Иден МакКейн (Нора Зехетнер)
Помощница Мистера Беннета, способная убеждать людей делать то, что она говорит (сходной способностью обладали Бене Гессерит из романа Фрэнка Герберта «Дюна»). Она шпионила за Чандрой Сурешем и впоследствии за Мохиндером, который считал её другом. Помогла схватить Сайлара после его нападения на Клэр. Застрелилась, когда Сайлар выбил стекло своей камеры, помешав таким образом ему украсть её силу. Настоящее имя — Сара Эллис.
Тед Спрэйг (Мэтью Джон Армстронг)
Герой со способностью излучать радиацию, в дальнейшем также научился создавать электромагнитный импульс. Его плохо контролируемая способность стала причиной появления неизлечимой опухоли у его жены. В порыве ярости Тед испепелил её доктора. За ним охотилось Министерство национальной безопасности США, полагая, что у него есть плутоний. Именно его способности, позаимствованные также Сайларом и Питером, могли вызвать ядерный взрыв в Нью-Йорке. Был схвачен Министерством, а затем убит Сайларом при перевозке. Его способностью теперь не обладает никто, так как у Питера её забрал впоследствии убитый Артур Петрелли, а Сайлар потерял её из-за вируса Шанти.
Кэндис Уилмер (Мисси Перегрим)
Настоящее имя: Бетти. Новая напарница мистера Беннета после предательства Гаитянина и гибели Иден. Она может «накладывать» на себя и других иллюзорные образы. Может притворяться человеком любого пола (или даже несколькими людьми). Она любит играть маленькие шалости с этими образами, зачастую неуместные. В начале второго сезона по приказу Компании укрылась в Мексике с раненым и заражённым вирусом Шанти Сайларом, которым и была убита. Способность считалась потерянной, так как в момент убийства Сайлар был заражен вирусом Шанти. Но в третьем томе она оказывается у Сайлара, скопированная позже Питером из будущего.
Хана Гительман (Стана Катич)
Бывший агент Моссада по прозвищу «Беспроводная», зовут так из-за её способности к киберпатии — управлению машинами на расстоянии. Эта способность похожа на способность Майка Сандерса, однако не требует физического контакта. Хана, как и Тед Спрэйг, хотела узнать, кто сделал из неё нечеловека, и отомстить им. С помощью своей силы она и нашла Теда, чтоб вместе с ним отомстить Компании. Появляется в 16 эпизоде 1 сезона.
Уэст Розен (Николас Д'Агосто)
Парень Клэр, обладающий способностью летать. Его сила аналогична способности биологического отца Клэр — Нэйтана Петрелли. Ранее был похищен Компанией, тогда в ней ещё работал Ной Бэннет (Вест запомнил его). Появляется во втором сезоне, помог Ною Беннету вернуть Клэр из плена Боба Бишопа. В третьем сезоне не появляется (зато был замечен в последних комиксах), хотя семья Беннетов не переезжала. В 5-м томе общается с Клэр по компьютеру.
Чарли Эндрюс (Джейма Мэйс)
Работница кафе в Мидланде (Техас). Обладала способностью очень быстро запоминать любую информацию. Была убита Сайларом в 1-м сезоне. Хиро Накамура попытался предотвратить это, переместившись в прошлое на несколько месяцев, где подружился с ней и попытался увести в Токио, однако она рассказала ему, что в любом случае скоро умрёт из-за сгустка крови рядом с мозгом. В четвёртом сезоне Хиро смог изменить прошлое. Сперва он спас Чарли от Сайлара, а затем уговорил его использовать свою способность, чтобы «починить» её. Но Сэмюэль организовал все так, что Чарли была перенесена во времени и в пространстве. Она оказалась на перекрёстке в Милуоки 26 января 1944 года. В этом времени Чарли прожила всю оставшуюся жизнь прожив ещё 65 лет. Она вышла замуж и имела 4-х детей и 7 внуков. На закате жизни она встретила Хиро в больнице и рассказала о том, что с ней стало, при этом отказавшись менять прошлое.
Эмма Кулидж (Диан Брей)
Появляется в пятом томе. Работает в одной больнице с Питером Петрелли. Глухая, но может видеть цвета звуков и материализовать звуки: играя на виолончели, одним из звуков она делает трещину в стене своей квартиры. Кроме того, может приманивать людей, как сирена, играя на виолончели. Таким образом она нашла для Сэмюэля бродягу в городском парке и «притянула» («позвала») Питера Петрелли. Сэмюэль пытался использовать её для привлечения людей, но после отказа ей управлял Эрик Дойл. Была спасена Сайларом.
Эмиль Дэнко (Желько Иванек)
Появился в четвёртом томе «Беглецы». Способностями не обладает. Элитный солдат, работал на Нэйтана Петрелли в операции по отлову и заключению людей со способностями, которых он ненавидит. Некоторое время работал в сговоре с Сайларом, научившимся менять обличия, в результате чего Сайлар его подставил и лишил работы. Тщательно скрывает от врагов и коллег свои привязанности (возлюбленную Алёну), а от Алёны скрывает свой род занятий. Этим воспользовался Мэтт Паркман, когда мстил за Дафну, и рассказал Алёне правду. Убит в начале четвёртого сезона.
Джеки Уилкокс (Даниель Савре)
Чирлидер, бывшая подруга Клэр Беннет. Выдала спасение человека из пожара, которого спасла Клэр, за свой геройский поступок. В 9 серии 1 сезона убита Сайларом, который принял её за Клэр. В пятом томе была во сне Хиро.

### Герои веб-эпизодов и графических новелл
| Гилейм  | Отец Гаитянина. Обладает способностью к тому, чтобы окружающие чувствовали себя плохо и дискомфортно. Лидер деревни на Гаити, священник. Чуть не убив своего родного сына, опомнился и сбросился с обрыва.                |  |  |  |  |
|         | |  |  |  |  |
| Майкл   | Агент Компании, присланный захватить Эрика Дойла. Обладал способностью создавать синий лазер. Пытался предотвратить побег Эрика Дойла с 5 уровня. Дойл, использовавший свою способность, убил Майкла его же способностью. |  |  |  |  |
|         | |  |  |  |  |
| Эбигейл | Девушка, обладающая способностью к созданию силовых полей. Знакома с Ли. Помогла Клоду убежать от Элль и дала ей отпор. Дальнейшая судьба неизвестна.                                                                     |  |  |  |  |
|         | |  |  |  |  |
| Ли      | Спутник Эбигейл. Помог Клоду встать на ноги от удара током. Способностью не обладает. Дальнейшая судьба неизвестна. |  |  |  |  |
|         | |  |  |  |  |